# Elección presidencial de El Salvador de 1899
La elección presidencial de El Salvador de 1899 fue celebrada en enero del mismo año. En ellas, el presidente Provisional Tomás Regalado fue el único candidato y en consecuencia resultó electo.